# Antwerp Diamonds
Maillots
Les Antwerp Diamonds sont un club belge de football américain basé à Anvers. Ils font partie de la Flemish american Football League.

## Histoire
- 1989 : Fondation du club.